# Hemerophis socotrae
Hemerophis socotrae (Syn.: Zamenis socotrae, Coluber socotrae, Haemorrhois socotrae, Eremiophis socotrae) ist eine ungiftige Schlange aus der Familie der Nattern, genauer, der Unterfamilie der Land- und Baumnattern. Sie ist auf der Inselgruppe Sokotra endemisch. Die Gattung Hemerophis ist monotypisch.
Der Name der Gattung, Hemerophis, bezieht sich auf das ruhige Gemüt der Schlange: „Hemeros“ bedeutet mild, gemütlich; „ophis“ bedeutet Schlange. Das Artepitheton bezieht sich auf Sokotra.

## Merkmale
Männliche Hemerophis socotrae können 148 Zentimeter lang werden bei einer Schwanzlänge von 37 Zentimetern. Weibliche Tiere sind mit 100 Zentimetern bei einer Schwanzlänge von 25 Zentimetern deutlich kleiner.
Die Oberseite des Kopfes ist oliv, dunkelbraun oder schwarz gefärbt. Der Rest des Körpers ist hellrot bis lachsfarben mit dunkelbraunen oder oliven Flecken, die quer zum Körper liegen und schwarz umrandet sind. Die Dichte der Flecken nimmt in Richtung des Schwanzes zu, bis der hintere Teil einfarbig dunkel ist. Der Oberkiefer trägt 17–20 Zähne, wobei die hinteren verlängert sind.
Die Schuppen sind nicht gekielt. Am Nacken sowie auf Höhe der Körpermitte hat Hemerophis socotrae 23 Rückenschuppenreihen, auf Höhe der letzten der 217–237 Bauchschuppen sind es noch 17, selten 15, Rückenschuppenreihen. Hemerophis socotrae hat eine geteilte Analschuppe und anschließend zwischen 112 und 125 Schwanzschuppen (Scutum caudale).
Die Nasenschuppe (Scutum nasale) ist geteilt.
Auch die Beschuppung um das Auge ist charakteristisch: Vor dem Auge liegen meist zwei kleine Präokulare; hinter dem Auge sitzen zwei Postokulare sowie eine meist größere Postsubokulare direkt darunter. Die Anordnung der Temporalen ist sehr variabel.
Von den 9–11 Oberlippenschilden grenzt nur eine, meist die fünfte, direkt ans Auge. Die Anzahl der Unterlippenschilde liegt zwischen zehn und zwölf.
Im Vergleich zu den nahe verwandten Schlangen der Gattungen Hierophis und Dolichophis hat Hemerophis socotrae eine größere Anzahl an Rückenschuppenreihen und Oberlippenschilde, von denen nur eine statt zwei direkt ans Auge angrenzt. Hierophis und Dolichophis haben außerdem nur eine statt zwei Präokulare. Weder Hierophis, Dolichophis noch Platyceps haben ein Postsubokular, außerdem haben sie weniger Zähne.

## Lebensweise
Hemerophis socotrae ist, wie alle Zornnattern, sehr agil und schnell. Sie ist allerdings sehr scheu und flieht bei Störung. Meist jagt die Schlange morgens und abends. Nur in Gefangenschaft konnten nächtliche Jagden beobachtet werden. Neben Eidechsen und Mäuse erbeutet sie auch Fische.
Wie alle Zornnattern legt Hemerophis socotrae Eier (ovipar).

## Verbreitung

Die Inselgruppe Sokotra im nordwestlichen Indischen Ozean

Die Art kommt nur auf Sokotra, Samhah und Darsa vor. Dort lebt sie von Meereshöhe bis 900 m ü. NN auf felsigem oder sandigem Untergrund und bevorzugt die Nähe der Küste sowie Flusstäler und Bachläufe. Die meisten Fundpunkte liegen im Flachland.

## Systematik
Bis genetische Analysen gegenteiliges gezeigt hatten, wurde Hemerophis socotrae bei der Erstbeschreibung in die Gattung Zamenis gestellt und später, wie viele andere Nattern, die sich auf die Jagd nach flinker Beute wie Eidechsen spezialisiert haben, durch Schätti und Wilson 1986 in die Gattung der Zornnattern (Coluber) gestellt. Nachdem sich gezeigt hatte, dass die Arten der Gattung Coluber keine gemeinsame Stammform haben, wurden die Arten der alten Welt unter anderem in die Gattungen Dolichophis, Hemerophis, Hemorrhois, Hierophis und Platyceps verschoben. Da sich Hemerophis socotrae in etlichen Eigenschaften von den anderen Arten unterscheidet, wurde sie in eine eigene Gattung ausgegliedert.
Die genauen Verwandtschaftsverhältnisse sind noch nicht vollkommen gesichert, es zeigt sich jedoch, dass Hemerophis socotrae basal zu den übrigen Zornnattern der alten Welt steht:
|  | Hemorrhois                                                  |
|  |                                                             |
|  | \| \| Spalerosophis \| \| \| \| \| \| Platyceps \| \| \| \| |
|  |                                                             |
|  | Spalerosophis                                               |
|  |                                                             |
|  | Platyceps                                                   |
|  |                                                             |

|  | Spalerosophis |
|  |               |
|  | Platyceps     |
|  |               |

|  | Dolichophis                                                                  |
|  |                                                                              |
|  | \| \| Hierophis \| \| \| \| \| \| Eirenis und Hierophis spinalis \| \| \| \| |
|  |                                                                              |
|  | Hierophis                                                                    |
|  |                                                                              |
|  | Eirenis und Hierophis spinalis                                               |
|  |                                                                              |

|  | Hierophis                      |
|  |                                |
|  | Eirenis und Hierophis spinalis |
|  |                                |

|  | Hemorrhois                                                  |
|  |                                                             |
|  | \| \| Spalerosophis \| \| \| \| \| \| Platyceps \| \| \| \| |
|  |                                                             |
|  | Spalerosophis                                               |
|  |                                                             |
|  | Platyceps                                                   |
|  |                                                             |

|  | Spalerosophis |
|  |               |
|  | Platyceps     |
|  |               |

|  | Dolichophis                                                                  |
|  |                                                                              |
|  | \| \| Hierophis \| \| \| \| \| \| Eirenis und Hierophis spinalis \| \| \| \| |
|  |                                                                              |
|  | Hierophis                                                                    |
|  |                                                                              |
|  | Eirenis und Hierophis spinalis                                               |
|  |                                                                              |

|  | Hierophis                      |
|  |                                |
|  | Eirenis und Hierophis spinalis |
|  |                                |

|  | Hemorrhois                                                  |
|  |                                                             |
|  | \| \| Spalerosophis \| \| \| \| \| \| Platyceps \| \| \| \| |
|  |                                                             |
|  | Spalerosophis                                               |
|  |                                                             |
|  | Platyceps                                                   |
|  |                                                             |

|  | Spalerosophis |
|  |               |
|  | Platyceps     |
|  |               |

|  | Dolichophis                                                                  |
|  |                                                                              |
|  | \| \| Hierophis \| \| \| \| \| \| Eirenis und Hierophis spinalis \| \| \| \| |
|  |                                                                              |
|  | Hierophis                                                                    |
|  |                                                                              |
|  | Eirenis und Hierophis spinalis                                               |
|  |                                                                              |

|  | Hierophis                      |
|  |                                |
|  | Eirenis und Hierophis spinalis |
|  |                                |

|  | Hemorrhois                                                  |
|  |                                                             |
|  | \| \| Spalerosophis \| \| \| \| \| \| Platyceps \| \| \| \| |
|  |                                                             |
|  | Spalerosophis                                               |
|  |                                                             |
|  | Platyceps                                                   |
|  |                                                             |

|  | Spalerosophis |
|  |               |
|  | Platyceps     |
|  |               |

|  | Dolichophis                                                                  |
|  |                                                                              |
|  | \| \| Hierophis \| \| \| \| \| \| Eirenis und Hierophis spinalis \| \| \| \| |
|  |                                                                              |
|  | Hierophis                                                                    |
|  |                                                                              |
|  | Eirenis und Hierophis spinalis                                               |
|  |                                                                              |

|  | Hierophis                      |
|  |                                |
|  | Eirenis und Hierophis spinalis |
|  |                                |

## Gefährdung und Schutz
In der Roten Liste der IUCN als „Near Threatened“ auf der Vorwarnliste geführt. Obwohl ungefährlich, wird die Schlange von Menschen häufig getötet. Auch der Ausbau des Straßennetzes auf Sokotra kann zu einer Gefährdung führen.